# Cistercijanski samostan Rein
Opatija Rein (nemško Stift Rein) je cistercijanski samostan v Reinu pri Gratweinu na Štajerskem v Avstriji. Znana tudi kot "zibelka Štajerske" ("Wiege der Steiermark"). Je najstarejša ohranjena cistercijanska skupnost na svetu.

## Zgodovina
Samostan je leta 1129 ustanovil mejni grof Leopold Močni Štajerski, naselili pa so ga menihi iz opatije Ebrach na Bavarskem pod prvim opatom Gerlakom. To je bil 38. cistercijanski samostan, ki so ga ustanovili. Vseh 37 prejšnjih je bilo pozneje razpuščenih, tako da je Rein najstarejši obstoječi cistercijanski samostan na svetu. V opatija je na istem mestu od ustanovitve živela cistercijanska skupnost razen začasnega izgnanstva, ki je trajalo nekaj let med drugo svetovno vojno, ko so nacisti zasegli prostore in menihe izselili, dokler se niso ponovno vrnili leta 1945.
Rein je bila matična hiša opatije Wilhering pri Linzu leta 1146, kasneje pa še opatije Stična v Sloveniji in opatije Neukloster.
19. septembra 1276 je bila opatija prizorišče Reinske prisege (nemško Der Reiner Schwur), ko se je štajersko in koroško plemstvo zavezalo k zvestobi rimsko-nemškemu kralju Rudolfu Habsburškemu, s čimer se je nadaljevalo vzpostavljanje Habsburžanov kot vladarjev Avstrije in konec vladavine češkega kralja Otokarja II.
Od leta 1950 do 1990 je skupnost v Reinu gostila tudi izgnane cistercijane iz opatije Hohenfurt v nekdanji Češkoslovaški, ki je bila v tem času znana kot opatija Rein-Hohenfurt, dokler se češki menihi niso mogli vrniti v ponovno odprt samostan v sedanji Češki. Republiki, ki se sedaj imenuje opatija Vyšší Brod.
V opatiji so bili tudi od petdesetih do sedemdesetih let dvajsetega stoletja prenapolnjeni razredi iz lokalne gimnazije, del svojih gospodarskih poslopij pa so posodili v uporabo Inštitutu za umetniško vzgojo ("künstlerische Gestaltung"), ki je del Tehniške univerze v Gradcu . Od leta 2014 je samostan del svojih gospodarskih poslopij posodil državni gimnaziji Rein (Bundesgymnasium Rein).
V opatiji je pokopan slovenski duhovnik in prevajalec Ferdinand Kolednik.

## Zgradbe
Opatijska cerkev in samostanske zgradbe so romanskega izvora. V začetku 17. stoletja je povečanje števila redovnikov zahtevalo razširitev samostanskih stavb. Prenove, ki so vključevale prenovo starih križnih hodnikov, je med letoma 1629 in 1632 izvedel arhitekt Bartolomej di Bosio, ki je zgradil Neues Konvent z dvoriščem in renesančnimi arkadami.
Pod opatom Placidusom Maillyjem (1710-1745) so začeli s prenovo cerkve v baročnem slogu. Delo dvornega graditelja Johanna Georga Stengga iz Gradca je bilo dokončano med letoma 1738 in 1747. Freske iz leta 1766 so delo Josefa Adama von Mölka, sliko na velikem oltarju (Počastitev pastirjev) iz leta 1779 pa Martin Johann Schmidt . Opatijska cerkev je od leta 1786 tudi župnijska. Papež Janez Pavel II.  je cerkev leta 1979 povzdignil v baziliko.
Opatijske stavbe so bile poškodovane v veliki poplavi leta 1975.
Poleti 2006 je med obnovitvenimi deli v baročni zborovski kapeli izvedla arheološka izkopavanja ekipa z univerze v Gradcu, odkrili so temelje nekdanje romanske kapiteljske hiše, pa tudi številne grobove, vključujoč ustanovitelja štajerskega mejnega grofa Leopolda I. Nekdanjo baročno zakristijo je 4. februarja 2007 opat posvetil kot kapelo Naše Gospe, od takrat je tu postavljen najstarejši Marijin kip v opatiji.
Gotska kapelica sv. križa, zgrajena 1406-1409, je posvečena spominu na svetega Eberharda iz Salzburga, ki je umrl 22. junija 1164 v Reinu.
Galerija opatov vsebuje portrete vseh opatov od leta 1129 dalje. V cerkvi sv. Ulrika je grob mejnega grofa Otakarja III. Štajerskega (sin ustanovitelja) in spomenik Ernestu, vojvodi Avstrije ( umrl. 1424).  

## Knjižnica
Knjižnica opatije, ki obsega več kot 100.000 del, hrani 390 rokopisov in 150 inkunabul, od katerih je najbolj znan delček Parzivala iz 13. stoletja.

## Samostanska skupnost
Leta 2007 je skupnost sestavljalo deset menihov in opat Petrus Steigenberger, ki je bil od ustanovitve 56. opat. Leta 2014 je skupnost sestavljalo šestnajst menihov in opat Christian Feurstein, ki je 57. opat od ustanovitve. Leta 2018 je bil za 58. opata izvoljen Philipp Helm.
- Opatijska cerkev
- Zahodni cerkveni opatijski kor
- Notranjost opatijske cerkve
- Dvorišče opatije
- Notranjost bazilike
- Poslikava stropa
- Grb na loku nad prehodom